# Base Aérea de Suwon
A Base Aérea de Suwon (IATA: SWU, ICAO: RKSW) é uma base aérea militar localizada na cidade de Suwon, Coreia do Sul.